# Nesalce
Nesalce (en serbe cyrillique : Несалце) est une ville de Serbie située dans la municipalité de Bujanovac, district de Pčinja. En 2002, elle comptait 1 203 habitants, dont 1 194 Albanais (99,25 %).
En septembre 2011, l'assemblée des députés albanais de Preševo, Bujanovac et Medveđa a incité les Albanais de Serbie à boycotter le recensement prévu pour le mois d'octobre de cette année-là ; de ce fait, aucun chiffre de population n'a été communiqué pour les localités de la municipalité de Bujanovac.

## Démographie
| 1948 | 1953 | 1961  | 1971  | 1981  | 1991  | 2002  |
| ---- | ---- | ----- | ----- | ----- | ----- | ----- |
| 884  | 981  | 1 081 | 1 182 | 1 294 | 1 224 | 1 203 |

|  |